# 默迪卡118
默迪卡118（英語：Merdeka 118），前称为吉隆坡118（英語：KL118）和独立遗产大厦，是马来西亚联邦政府轄下國民投資機構（PNB）在其首都吉隆坡的118層高樓。高樓于2023年12月26日竣工。完成后，它成为了世界第二高的建筑物，也将取代于1998年完工的雙峰塔在马来西亚最高建筑物的排名地位。目前是全世界第二高的摩天大楼。
吉隆坡118大楼位于汉惹拔路，默迪卡体育场和国家室内体育馆周边土地。这项工程费用将由国民投资机构（PNB）承担和负责。

## 背景
默迪卡118的建设资金由马来西亚国民投资机构（PNB）资助，预算为 50 亿令吉。该塔预计将于 2022 年竣工，将成为马来西亚最高的建筑。它将包括 400,000 平方米（4,300,000 平方英尺）的住宅、酒店和商业空间。
该建筑将包括100层的出租空间，包括83层楼的办公空间、12层楼的酒店客房、5层楼的酒店住宅、其中的观景层将成为东南亚最高的观景台，以及一个零售商业中心（118 购物中心），并将被四英亩的城市和线性公园所包围。非出租空间包括电梯、娱乐和维护设施，以及可停放多达 8,500 辆汽车的停车位。其中83 层办公空间中的 42 层将保留给该项目的开发商马来西亚国民投资机构 （PNB）及其子公司。

## 位置
该建筑位于八打灵山上，也就是獨立公園（Merdeka Park）在变成露天停车场前的位置。它毗邻吉隆坡著名地标如茨厂街、默迪卡体育场、国家体育馆。建成后，默迪卡118发展計劃将与加影线上的默迪卡站相连，并通过裴斐隧道（Belfield Tunnel）与三条主要道路直接相连。该隧道将是一条两层的地下隧道，从甘榜亚答（Kampung Attap）和马哈拉惹里拉路（Jalan Maharajalela）地下穿过，直达该区的地下室。

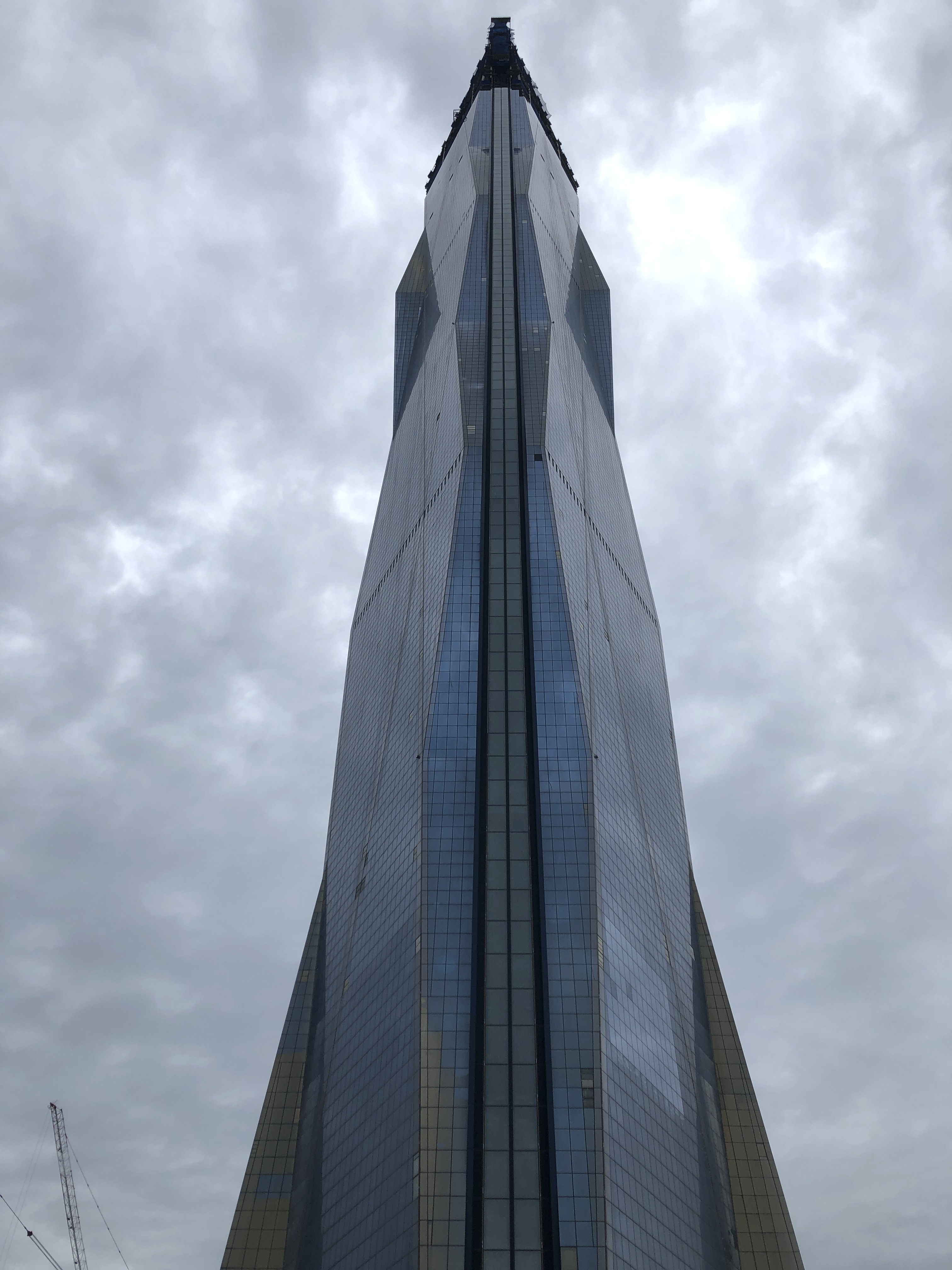
面向北侧的默迪卡118

## 設計

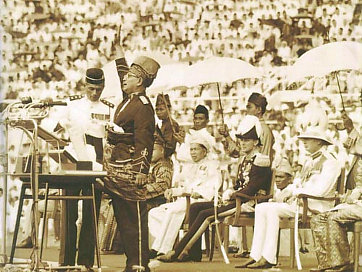
默迪卡118的設計源自东姑阿都拉曼在1957年8月31日宣布马来西亚独立时高呼“独立！”七次时的姿勢。

该塔设计為钻石形玻璃刻面，以象征马来西亚人的多元化。它将包含一个购物中心，办公室和住宅区。结构工程师是Leslie E. Robertson Associates。环境设计和工程公司NEAPOLI已被三个绿色建筑认证机构：LEED、绿色建筑指数（GBI）和GreenRE所認可。
至於其結構設計，則參考同樣由理雅工程顧問擔當結構工程師的深圳華僑城大廈，但沒有採用斜向桁架。
大楼塔尖由钢和铝板组成，耗时约3个月才安装完，设计取自于马来西亚国父东姑阿都拉曼在宣布马来西亚独立时，高举手喊出“默迪卡”的姿势。该大厦拥有东南亚最高的观景台The View at 118和位于裙楼内的玻璃圆顶118 Mall。

## 內部設施
吉隆坡118預計于2023年竣工，这是因为2019冠状病毒马来西亚疫情导致的行动管制令（MCO），使塔楼的建设比最初的2021年底目标推迟了六个多月，其后从2022年底再推迟至2023年，在建成后成为马来西亚最高的建筑。
该大楼将包括至少400,000平方米（4,300,000平方英尺）的住宅、酒店和商业空间。它的住宅区分别由吉隆坡118附近的3栋高级公寓大楼组成，其中一座拥有348个单位，由1至3间卧室组成的单位大楼不会出售，而是供长期入住。另外两座大楼——486个单位的东面大楼和462个单位的西面大楼将于2023年开始逐步推出。另有两座住宅式大楼预计于2026年完工，这是该区域内最后完工的部分。
该大楼有可持续性方面的特点，包括高规格外墙玻璃、集中式区域冷却装置、停车场的智能空气系统、灰水储存和再利用、酒店热水供应的太阳能电池板以及整个建筑的LED照明。大楼内Merdeka 118区将设有一个专注于马来世界纺织品的纺织博物馆、一个专门为7岁以下儿童建造的托儿中心和一座可容纳多达3000人的新清真寺。裙楼是118购物中心和可容纳1,000人的酒店宴会厅。
该大楼将包括100层可租用空间，包括83层办公空间、12层酒店客房、5层酒店住宅和一个零售商业中心；而不可出售空间包括电梯，娱乐和维护设施，以及多达8,500辆汽车的停车位。
大楼的最高17层由柏悦酒店租下，共有252间套房，及在99层有一座吉隆坡最高泳池。上层是The View at 118观景台。
83层办公楼中，有42層将保留给國民投資機構（PNB）及其子公司自用，並作為其新總部，另外41层作为办公室对外开放租用。

## 樓層規劃
所有樓層規劃均來自摩天大樓興建規劃，且有可能會做改變。
| 樓層      | 用途                                                                                |
| --------- | ----------------------------------------------------------------------------------- |
| 118       | VIP貴賓室                                                                           |
| 117       | 设备层                                                                              |
| 116M      | The View At 118（空中觀景台）                                                       |
| 115 - 116 | The View At 118（觀景台及禮品店）                                                   |
| 114       | 豪華餐廳                                                                            |
| 113       | 设备层                                                                              |
| 100 - 112 | 柏悅酒店                                                                            |
| 99        | 室內健身房、SPA、游泳池（柏悅酒店）                                                 |
| 97 - 98   | 柏悅酒店                                                                            |
| 78 - 96   | 高層樓辦公室                                                                        |
| 77        | 设备层                                                                              |
| 76        | 辦公空中大廳                                                                        |
| 75        | 柏悅酒店空中大廳                                                                    |
| 58 - 74   | 中層樓（Zone 2）辦公室                                                              |
| 43 - 57   | 中層樓（Zone 1）辦公室                                                              |
| 42        | 设备层                                                                              |
| 40 - 41   | 辦公空中大廳                                                                        |
| 24 - 39   | 低層樓（Zone 2）辦公室 PNB總部及子公司                                              |
| 8 - 23    | 低層樓（Zone 1）辦公室 PNB總部及子公司                                              |
| 6 - 7     | 设备层                                                                              |
| 5         | 118 Mall入口及辦公大廳                                                              |
| 4         | 118 Mall入口、接待區、辦公大廳、電梯大廳、默迪卡大道At 118出口 （從 Jalan Stadium） |
| 3         | 柏悅酒店大廳、咖啡廳、多功能室、停車場、118 Mall入口                                |
| 2         | 觀景台入口、中庭                                                                    |
| 1         | 大廳層、餐廳入口、酒店電梯、停車場、卸貨區、118 Mall入口 （從 Jalan Hang Jebat）    |
| B1        | 地下停車場                                                                          |
| B2        | 设备层                                                                              |

## 進展
發展計劃的打桩和地基工程由Pintaras Geotechnics Sdn Bhd负责。 Permodalan Nasional Berhad 为各种建筑工作筛选了六家集团： Samsung C&T 和 UEM Group Bhd；IJM Corp Bhd、Norwest Holdings Sdn Bhd 和 Shimizu Corp；Malaysian Resources Corp Bhd 和 State Construction Engineering Corp；WCT Bhd 和 Arabtec Construction LLC；TSR Capital Bhd 和 Daewoo Group；Seacera Group Bhd 和 Spaz Sdn Bhd、Sinohydro Corp 和 Shanghai Construction Group。这些公司于2015年1月28日前提交了投标书。 芬兰通力集团則为该项目提供约87台电梯和自动扶梯
2015年11月23日，PNB宣布将一份价值34亿令吉的合約授予韩国三星C&T和UEM Group Berhad的合资企业。 此外，在2017年11月9日，PNB 计划通过15年期的伊斯蘭债券为其项目筹集高达20亿马币的资金。该债券涵盖了其83层办公空间的开发，这也是该塔楼的一部分。它是第一个采用马来西亚证券监督委员会推出的亚细安綠色债券标准(Asean Green Bond Standards)的計劃，该标准验证了PNB将该项目开发为可持续发展和环境友好型项目的承诺。
2018年2月27日，凱悅酒店集團宣布将在默迪卡118开设一家酒店。 該酒店将占据大楼的顶层 17 层；预计将有 232 个单元，包括 28 间套房和 30 间公寓。
2020 年 3 月 18 日，由于马来西亚发生COVID-19疫情，政府发布了行動管制令，导致工程停工，但工程于2020年5月中旬复工。2020年8月初，该建筑封顶，樓層共高达118层，也已超过了越南的地標塔81，成为东南亚第一高楼。2020年10月25日，PNB 总裁Ahmad Zulqarnain Onn宣布，第一期和第二期预计将于2022年第三季度完工。第三期预计将于2024年或2025年完工。目前施工处于第1阶段，重点是塔楼。
截至2021年6月8日，该塔楼已完成81%，108层玻璃幕墙的安装也正在进行中。此外，塔尖与零售裙樓的组装已完成50%。 Turner International在这个發展計劃中扮演项目管理顾问的角色。
该塔于2021年10月12日封顶，并在塔尖安装了航空障碍灯。
2023年12月26日，默迪卡118全面竣工，預計在2024年1月份正式開張。

## 争议

### 大樓建造的需要
自此工程宣布后，却遭到许多人民和部分反对党人士的批评。有者认为这是一项白象工程，五十亿令吉的资金大可以使用在其它的公共领域上，比如教育拨款，增强交通设施，或是周济穷人以及慈善机构等等。
马来西亚政府希望将首都吉隆坡打造成一座拥有超过300栋「超高建筑」的大都会。现吉隆坡双峰塔的附近超过40层楼高的建筑物就已有上百栋，吉隆坡的高建筑已不少。

### 施工失誤
此大樓在2017年三月進行基坑底板混凝土澆築時，由於14台混凝土泵中有十台發生故障，導致已澆築的混凝土因過遲澆築而出現裂痕。最後，在澆築了1.8萬立方米混凝土後，基坑工程被勒令停工，並需將底板拆除後才能復工。及後，施工團隊已將有問題部分拆除（核心筒區域除外），並於同年七月重新進行底板澆築工程。目前，該處補救工程已完成。

### “不怕死情侣”登塔顶
人称“不怕死情侣”的安吉拉和艾文自称登上建筑物——默迪卡118摩天大楼顶楼，两人的照片在社交媒体疯传，引起大马网民热议。
警方将传召相关情侣到警局录供，援引非法入侵建筑物罪名进行调查。

## 交通資訊

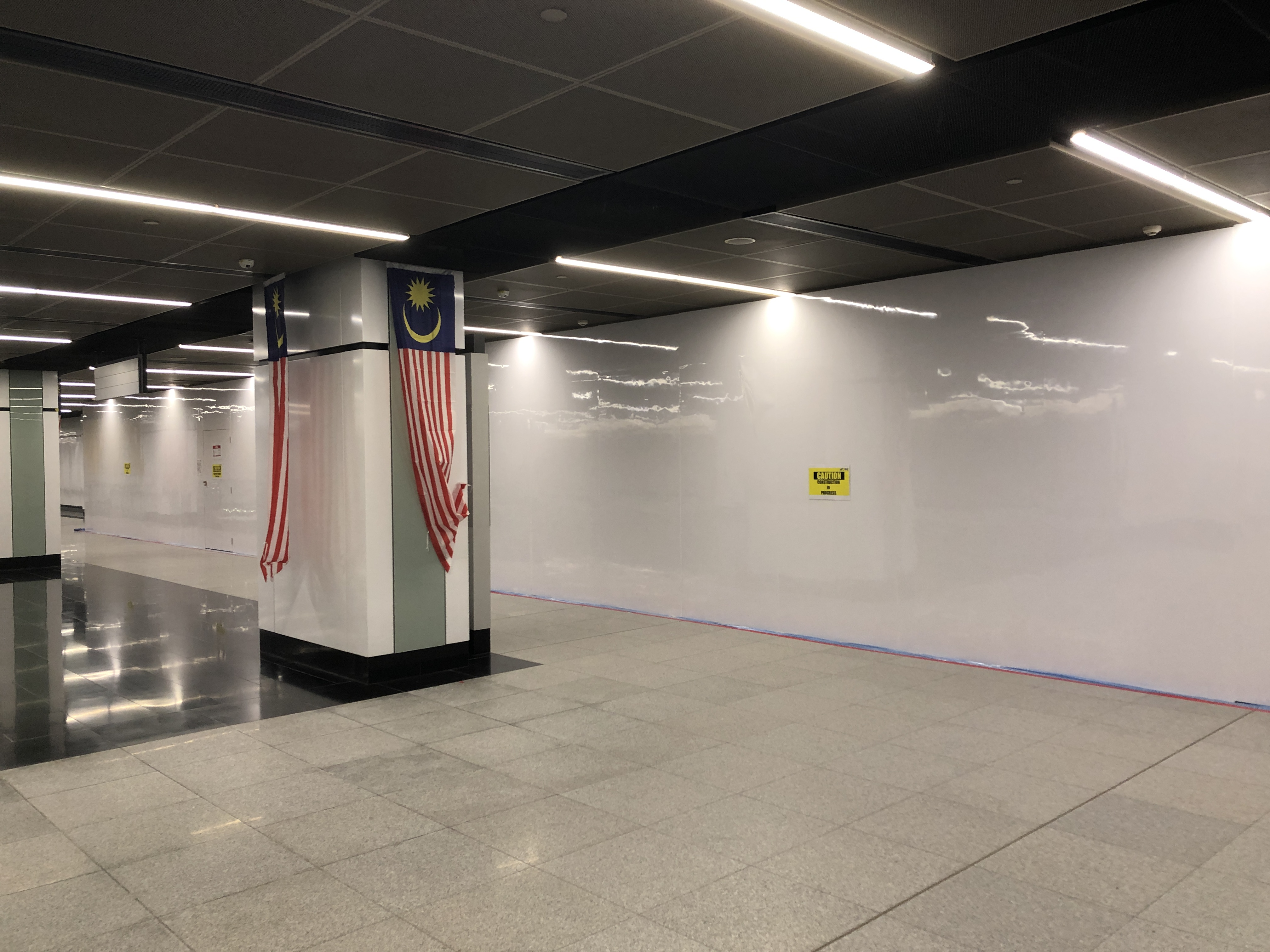
捷運加影线默迪卡站的預留通道

该建筑将由位于汉惹拔路沿线的加影线  KG17  默迪卡站提供服务，该站与安邦/大城堡线的  AG8   SP8  人民广场站相连。
它也可以从  MR3  马哈拉惹里拉站到达，该站通过开发中的区域线性公园相连。
 AG9   MR4  漢都亞站，服务于安邦线和吉隆坡单轨列车，向东南步行 600 米。

## 圖片集

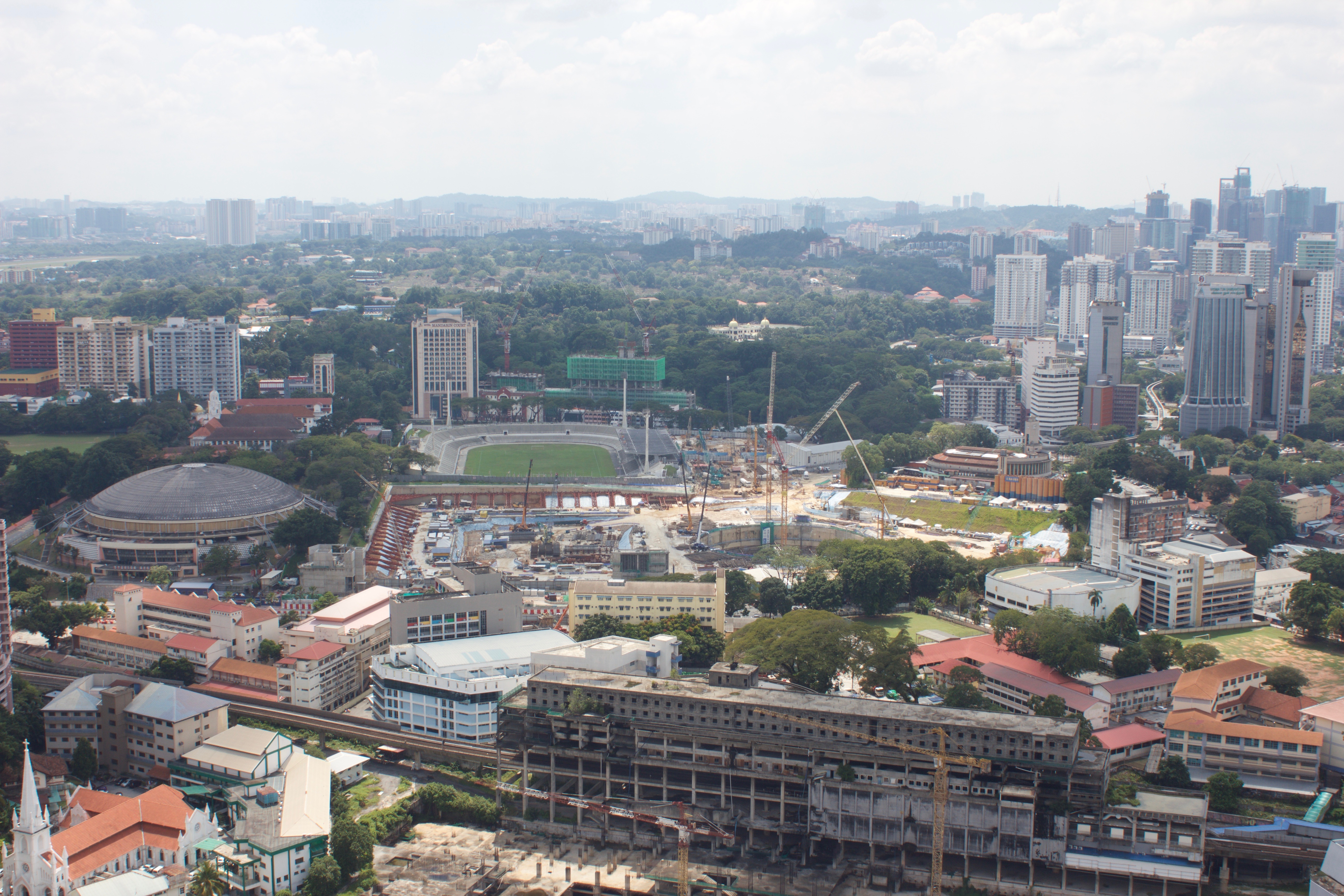
2016年工地現場
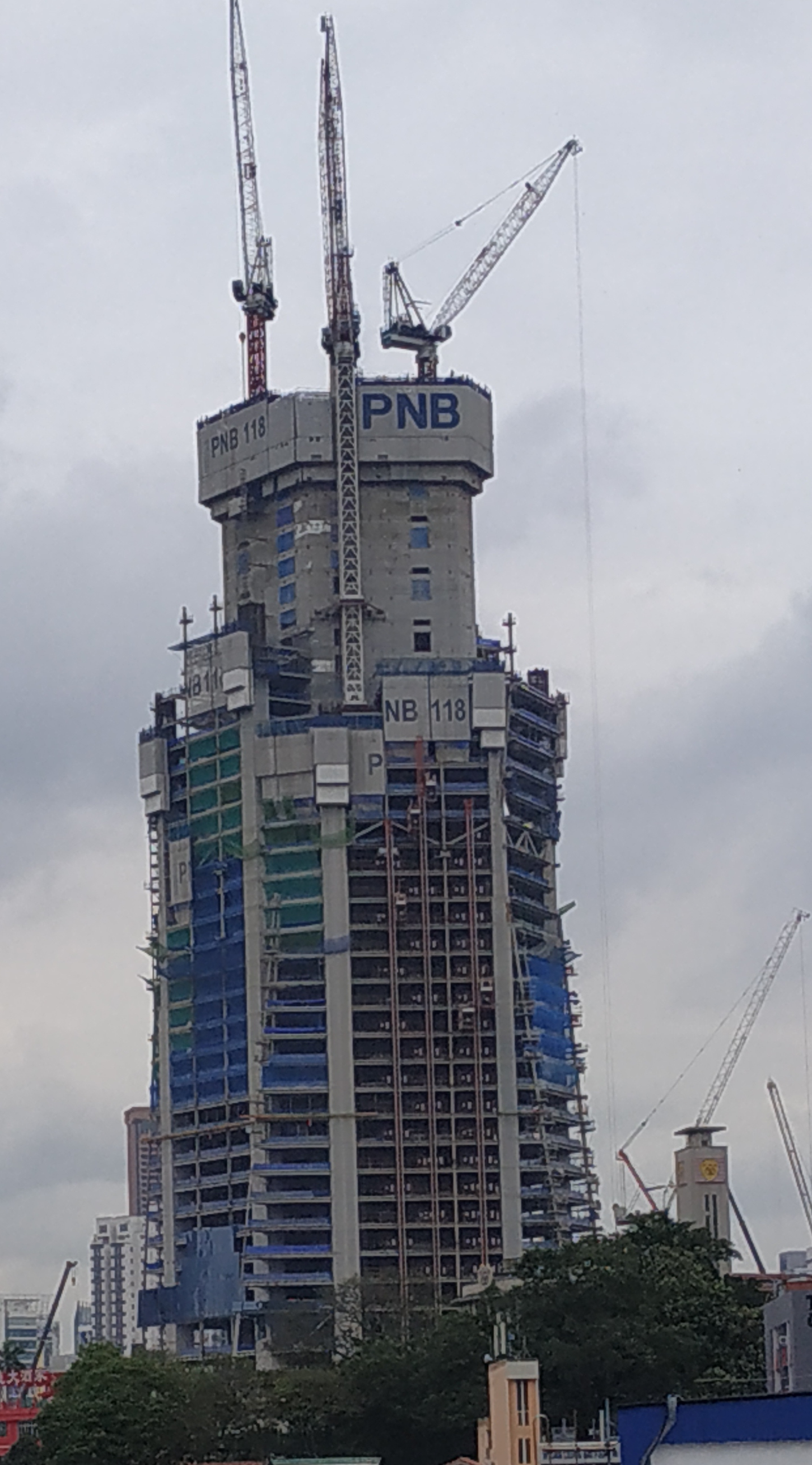
2018年12月
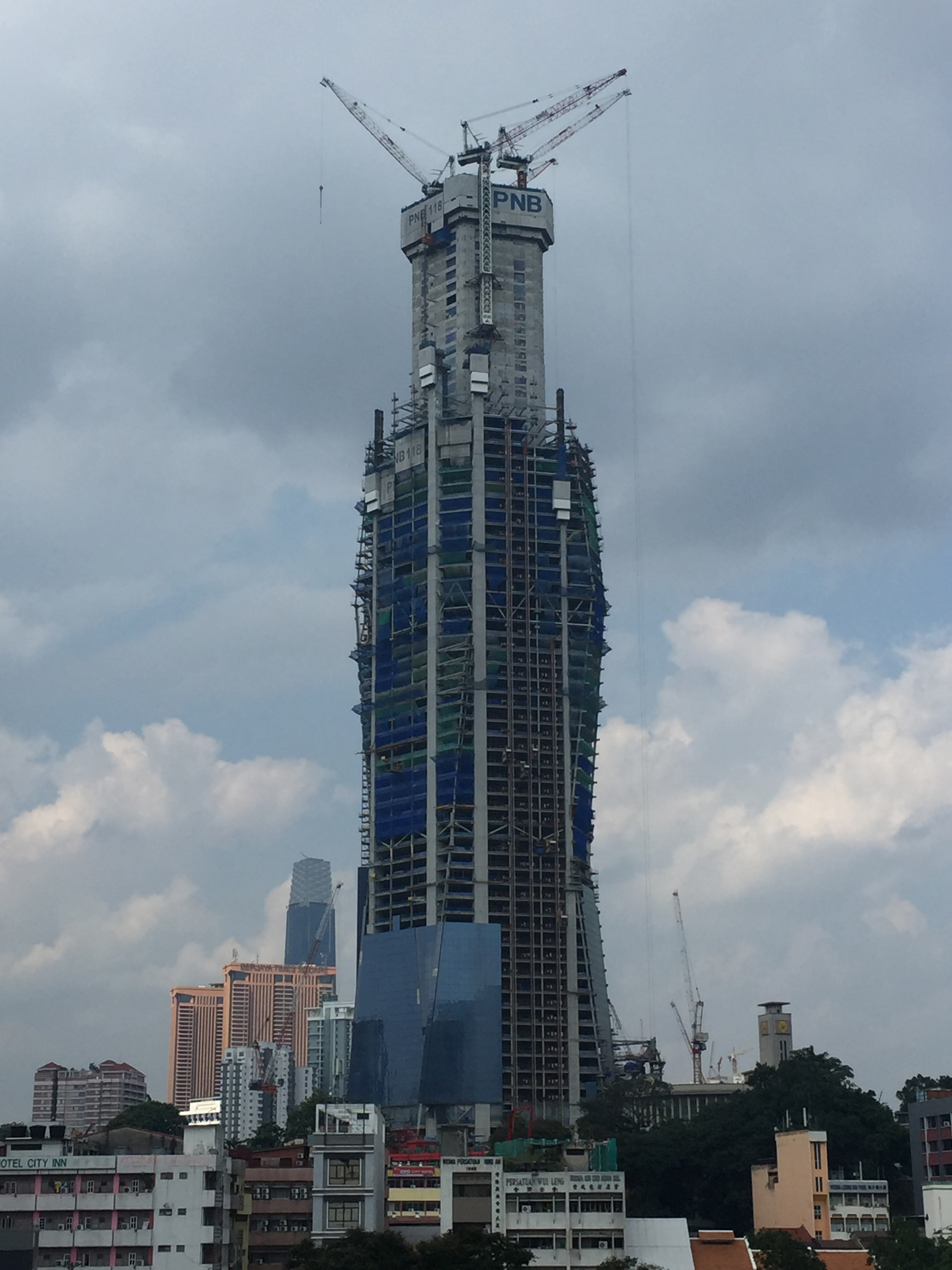
2019年7月
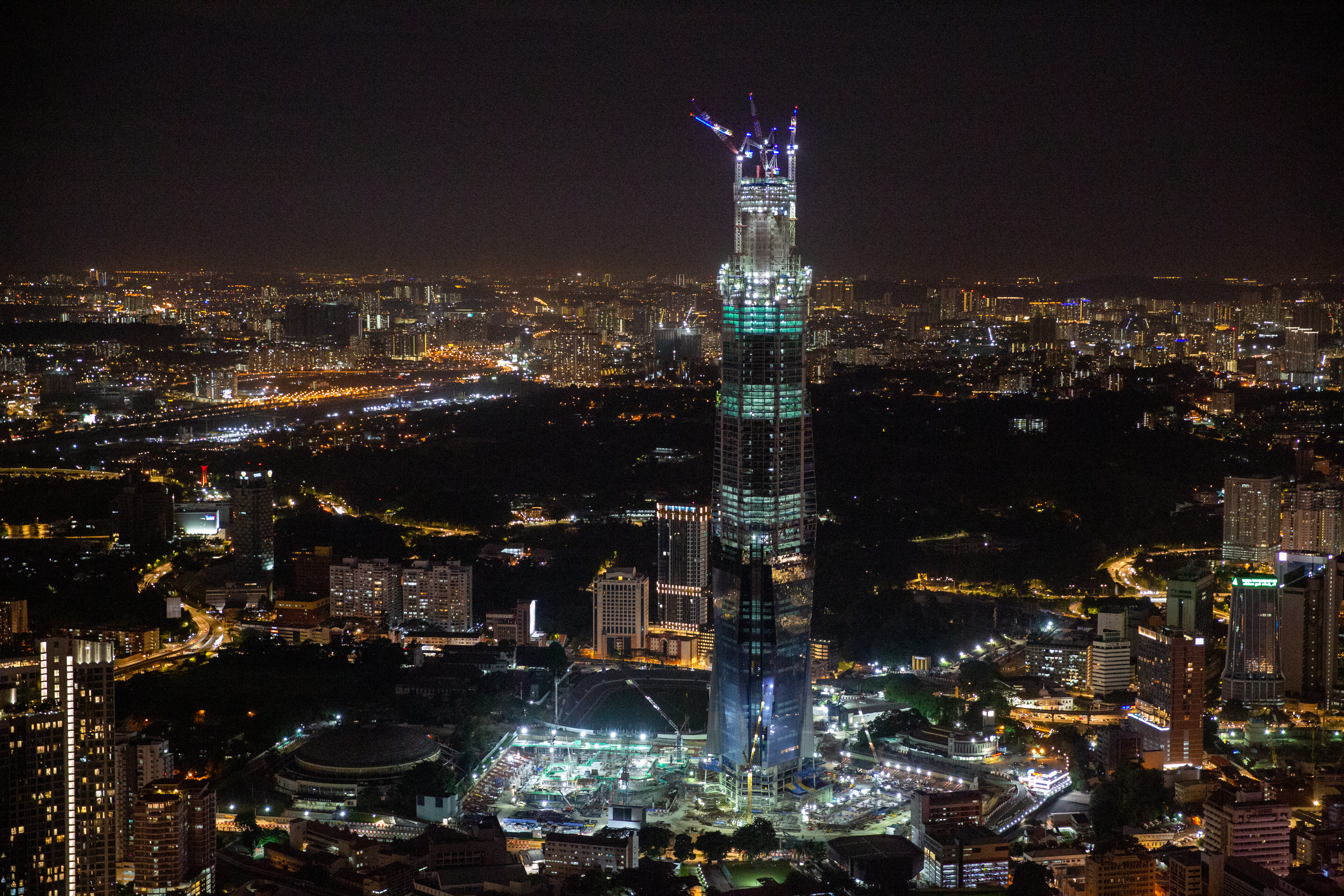
2019年11月
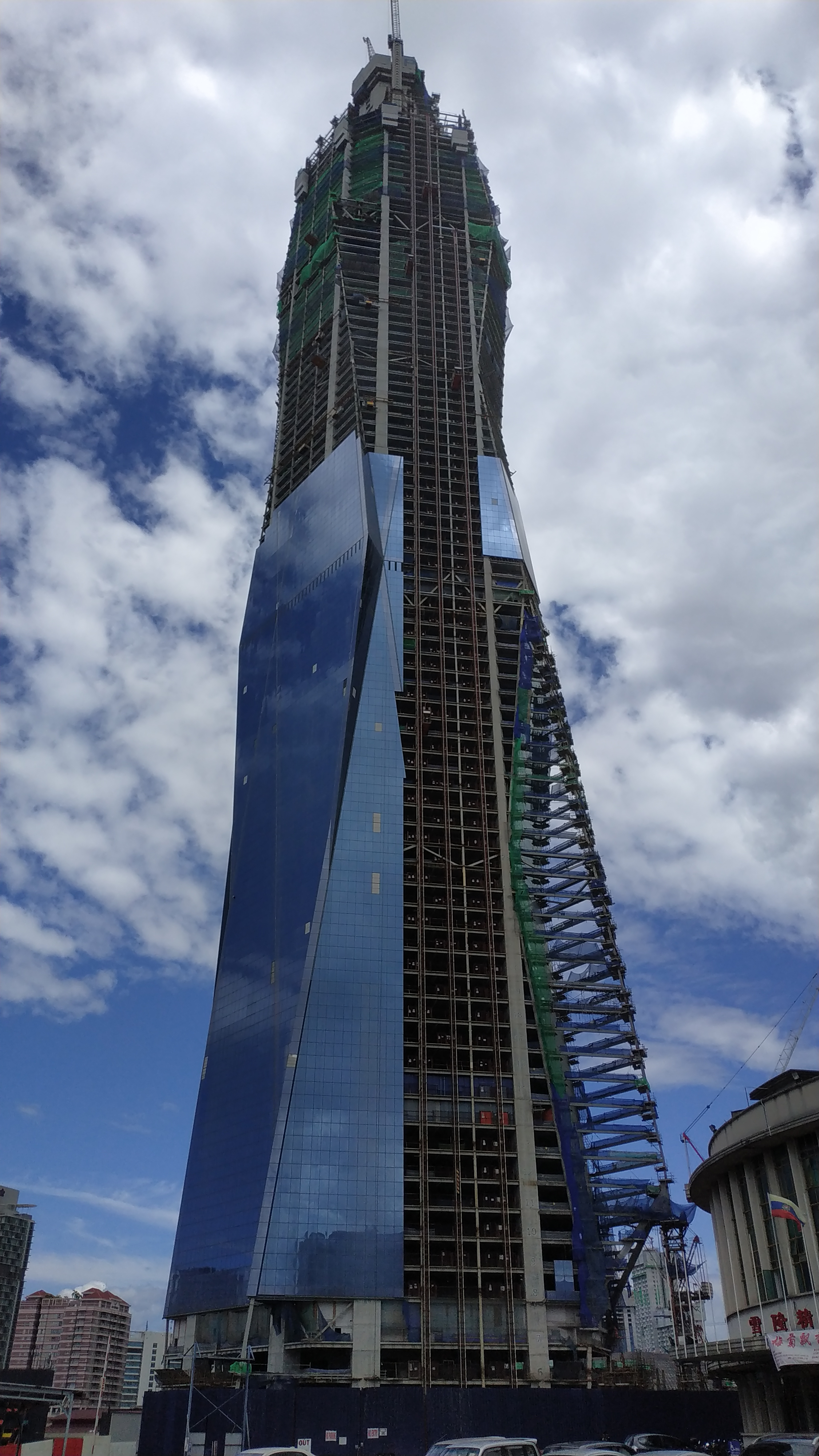
2020年2月
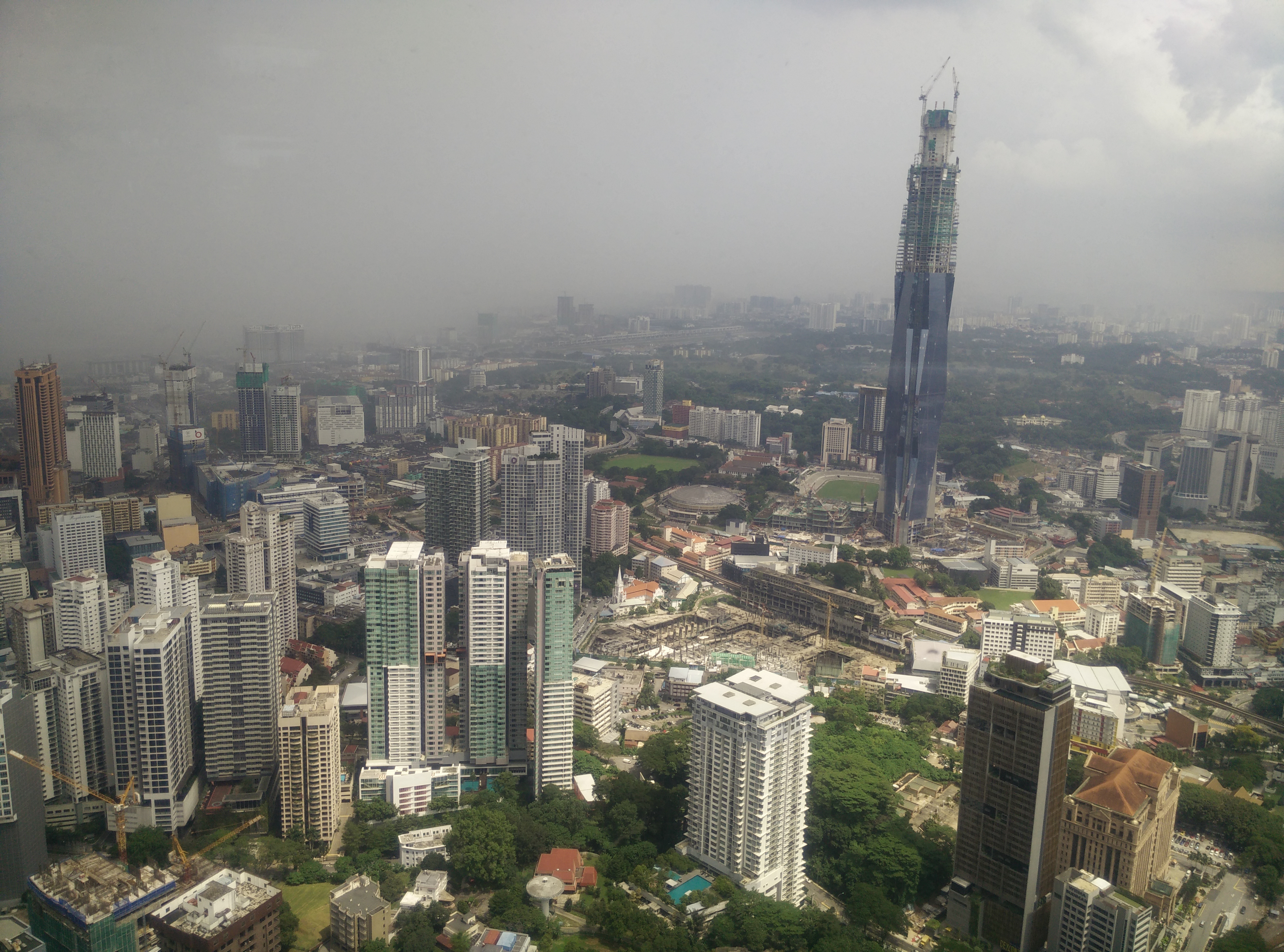
2020年7月
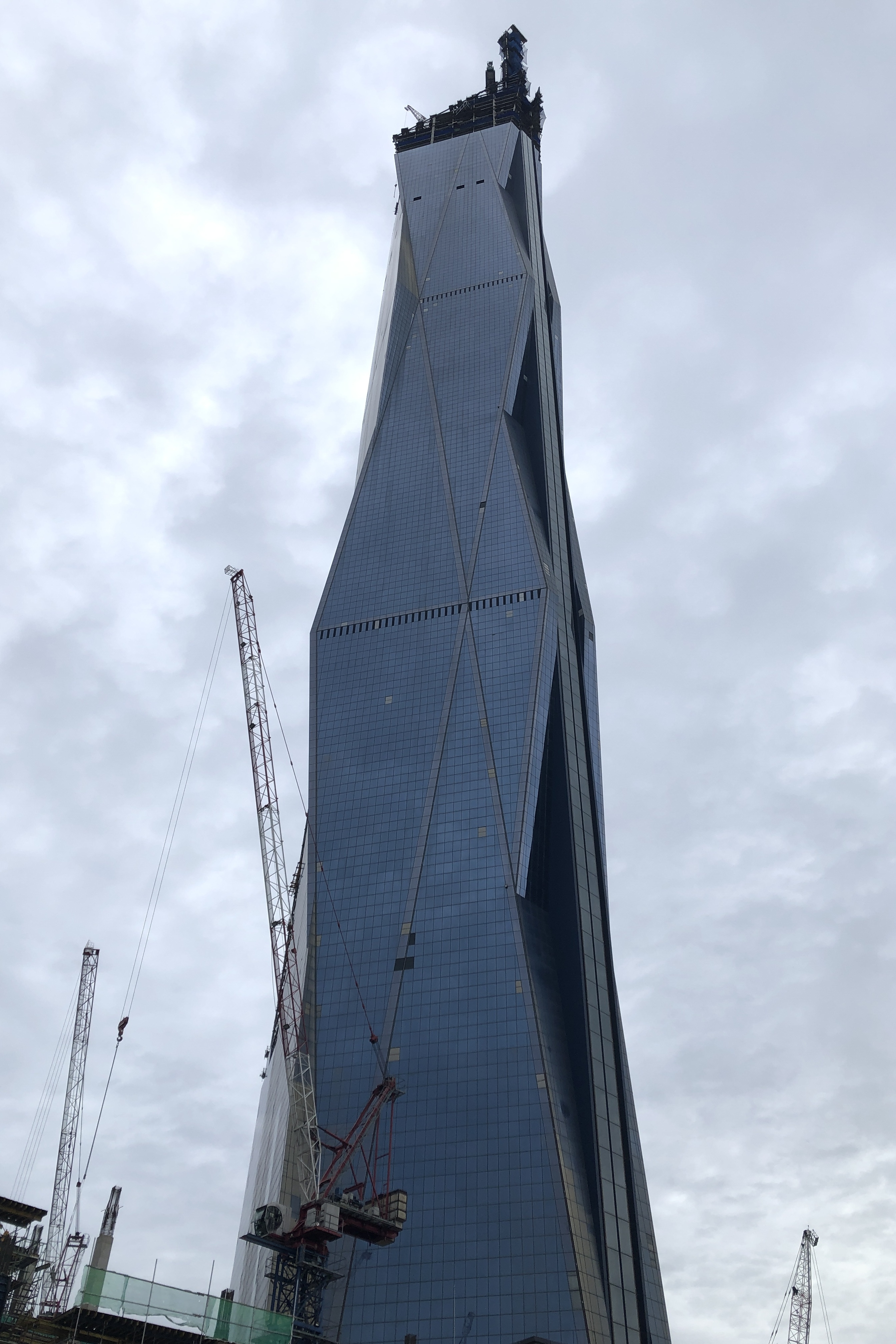
2021年9月
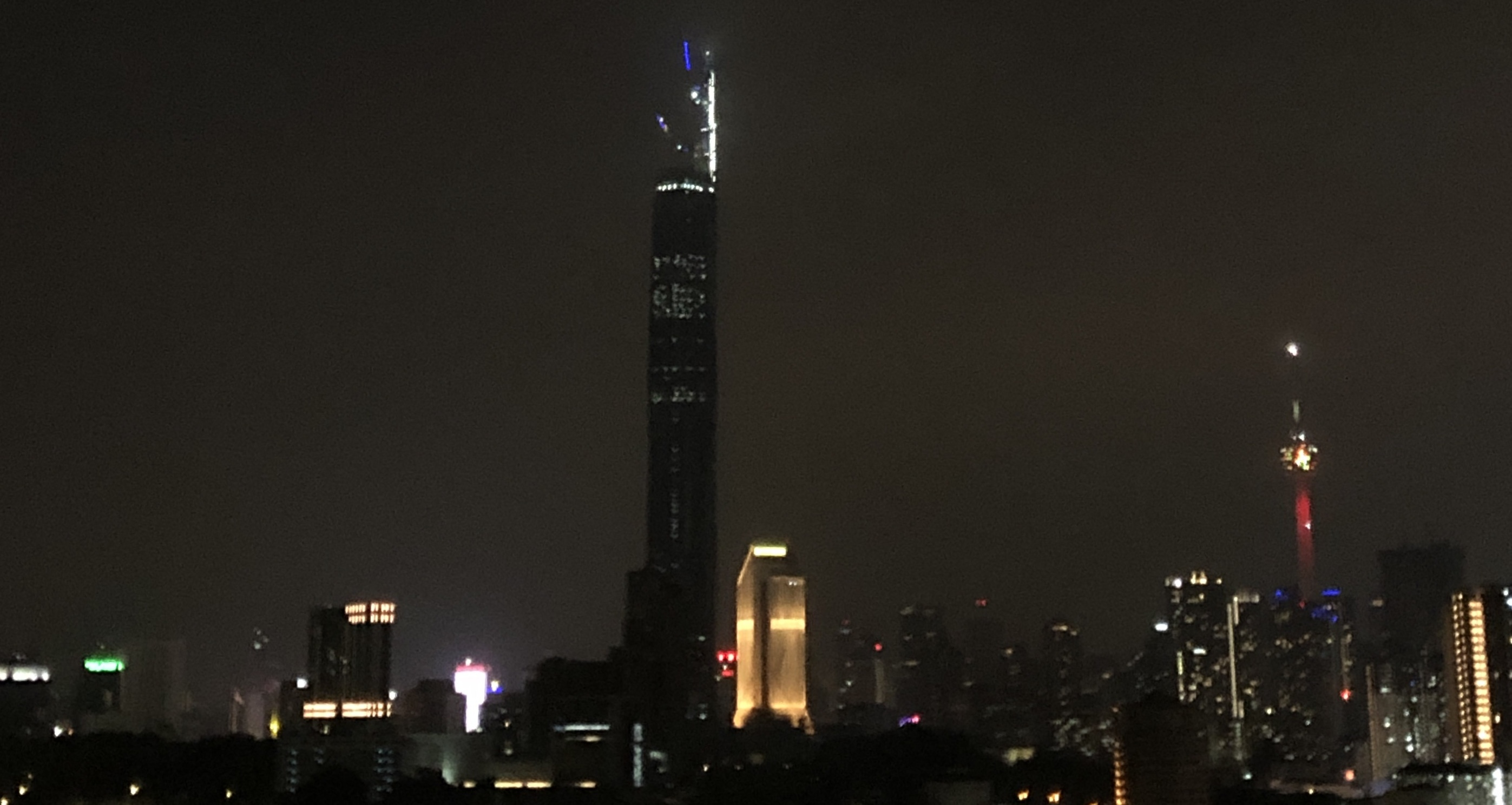
2022年8月，大楼塔尖在夜晚测试亮灯，以备国庆亮灯庆祝。
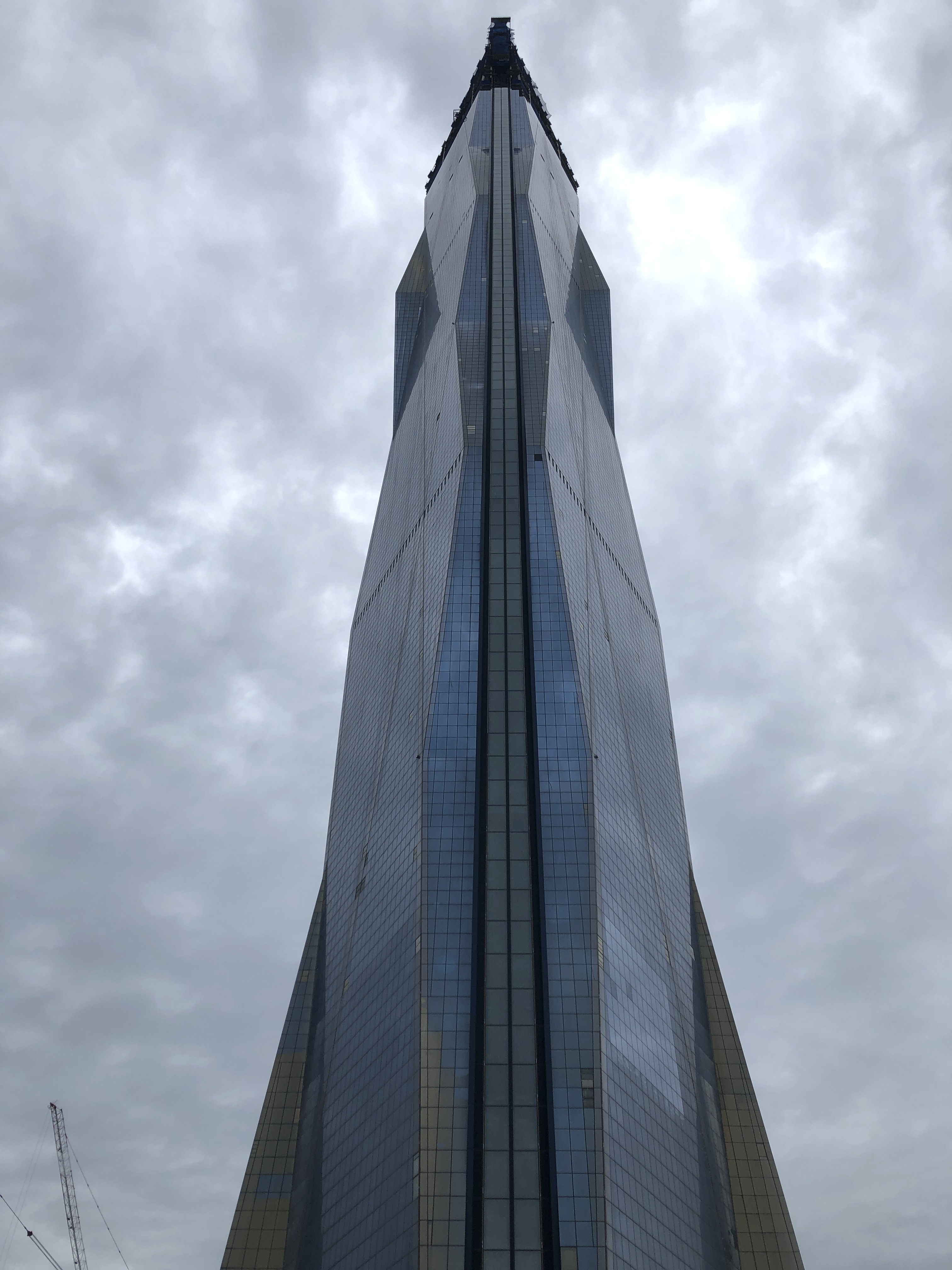
中间的玻璃电梯，从吉隆坡市中心Jalan Hang Jebat（英语：List of roads in Kuala Lumpur）仰望
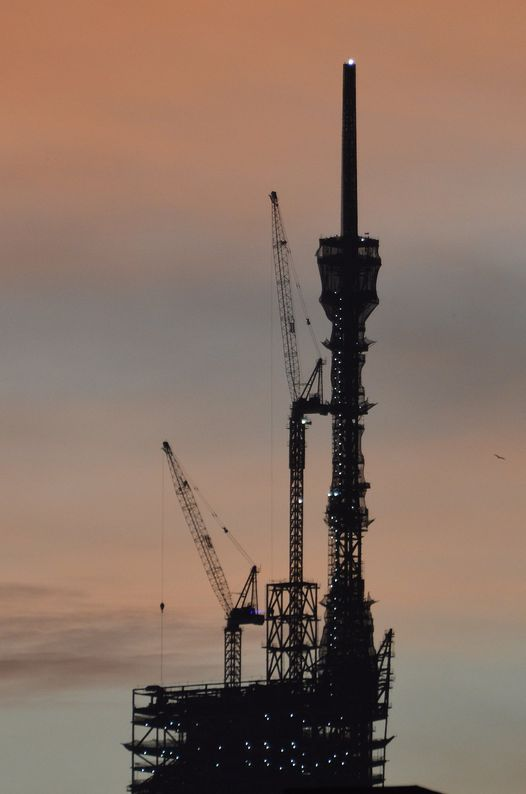
2021年11月，东边几乎完成的尖顶黄昏时长焦拍摄
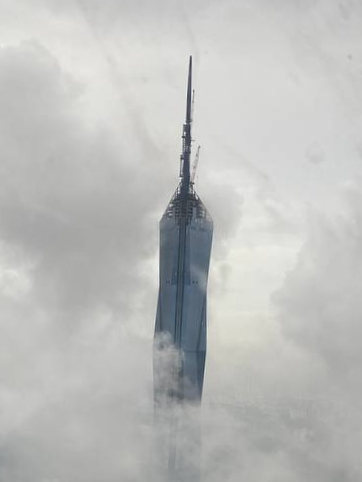
2022年2月，從吉隆坡塔望過去，被云包围的建築物

## 外部連結
- 默迪卡118 网站 （页面存档备份，存于）